# جوزيف فرانك (طبيب)
جوزيف فرانك (بالألمانية: Joseph Frank)‏ هو طبيب ألماني، ولد في 23 ديسمبر 1771 في راستات في ألمانيا، وتوفي في 18 ديسمبر 1842 في كومو في إيطاليا.